# Pseudochelidon eurystomina
El avión ribereño africano o avión de río africano (Pseudochelidon eurystomina) es una especie de ave paseriforme de la familia de las Hirundinidae endémica de África central. Es uno de los dos miembros de la subfamilia Pseudochelidoninae de los aviones de río, que poseen características distintivas que los marcan fuera de otras golondrinas y aviones. Se reproduce a lo largo del río Congo y sus afluentes, el Ubangi y es bastante común dentro de su rango limitado, a pesar de ser capturado en grandes cantidades por la población local para la alimentación. Es un ave migratoria, que inverna en la sabana costera en el sur de Gabón. Recientemente se ha descubierto que también crían en esa zona.

## Taxonomía
Cuando el avión ribereño africano fue descubierto en el siglo XIX, no se pensó que fuera miembro de la familia de los aviones y golondrinas. Hartlaub lo colocó junto con las carracas, y más tarde, fue clasificado en su propia familia o bien en Artamidae. 
Un estudio de la anatomía de las especies de Lowe (1938) reveló que la especie estaba más cercana a las golondrinas y a los aviones, pero suficientemente diferente para ser colocado en una subfamilia, Pseudochelidoninae.
El único otro miembro de la subfamilia es el avión ribereño asiático, Pseudochelidon sirintarae, cuyo único hábitat conocido es en un sitio de Tailandia y está posiblemente extinto. Estas dos especies poseen una serie de características distintivas en comparación con otras golondrinas y aviones, lo que incluye sus piernas y patas robustas y sus picos.
La amplitud de sus diferencias con otras golondrinas y la gran separación geográfica de estos dos aviones sugieren que son poblaciones relictas de un grupo de especies que divergió del linaje principal golondrinas al principio de su evolución.
El género nombre Pseudochelidon (Hartlaub, 1861) proviene del prefijo del griego antiguo ψευδο / pseudo "falso" y χελιδον / chelidôn, "golondrina".
Las especies africanas y asiáticas de Pseudochelidon difieren notablemente en el tamaño de sus picos y ojos, lo que sugiere que tienen diferentes ecologías alimenticias, siendo el avión ribereño asiático probablemente capaz de tomar presas mucho más largas.
La especie asiática también tienen el interior carnoso del pico hinchado y fuerte; a diferencia del interior más suave, carnoso y mucho menos prominente del avión ribereño africano. Por esto, a veces se coloca separado en un género monotípico, Eurochelidon.

## Distribución y hábitat
El avión ribereño africano, se reproduce a lo largo de la río Congo y sus afluentes, el Ubangi en la República Democrática del Congo. Su hábitat para la cría son ríos boscosos que contengan islas con orillas arenosas para criar. Es no migratorias, inverna en la sabana costera en el sur de Gabón, donde recientemente se ha descubierto que también se reproducen en las crestas de playa de la sabana costera.

## Descripción
El avión ribereño africano adulto es grande, de unos 14 cm de largo. Es principalmente negro con un brillo verde-azulado sedoso, claramente verde en la parte de atrás. Tiene ojos rojos y rosados, y un pico amplio de color anaranjado rojizo. La cola es cuadrada. Los sexos son similares, pero los más jóvenes son de color marrón oscuro y opaco.
Esta especie canta un corto "chee chee" o un llamado similar, y en bandada cantan juntos "cheer-cheer-cheer". Este avión es muy vocal durante la migración, dando llamados como gaviotas.

## Comportamiento
El requisito del hábitat de esta especie es de ríos boscosos con bancos de arena para la reproducción. La temporada de reproducción es de diciembre a abril, cuando el río está bajo. Esta especie se reproduce en grandes colonias de hasta 800 aves, la excavación de cada par es de 1-2 m de largo un túnel en la arena. El compartimiento al final del túnel tiene algunas ramitas y las hojas para servir como un nido, en la que se ponen de dos a cuatro huevos blancos sin manchas.
El avión raramente se posa sobre los lugares de cría, pero anda por la tierra, sin embargo, las aves que invernan regularmente permanecen en árboles, cables y tejados. 
El avión ribereño africano se alimenta en bandadas en los canales fluviales y los bosques, a menudo lejos de agua sobre los insectos, principalmente tomando hormigas aladas. El vuelo es fuerte y rápido, intercalados con deslizamientos. tiene demostraciones de vuelo de persecución, y también las exhibe sobre el terreno, pero la función de estas exposiciones es incierto.

## Estado de conservaciòn
El tamaño total de la población de los aviones ribereños africanos es desconocido, en el decenio de 1980, parecía ser comunes localmente y grandes números eran vistos migrando en Gabón. Sin embargo, son particularmente poco conocidos en la República Democrática del Congo (RDC) y no se sabe si existe alguna relación entre las aves de cría en la República Democrática del Congo y los de cría en las zonas costeras de Gabón y el Congo. En la década de 1950, la especie fue capturada y consumida en grandes cantidades en la República Democrática del Congo por la población local, y esta práctica podría estar en aumento. Las colonias de cría en bancos de arena de río son susceptibles a las inundaciones. Debido a la falta de información detallada, el estado de conservación de la especie se clasifica como Datos Insuficientes.